# Teneur (Pas-de-Calais)
Pour les articles homonymes, voir Teneur.
Teneur est une commune française située dans le département du Pas-de-Calais en région Hauts-de-France.
La commune fait partie de la communauté de communes du Ternois qui regroupe 103 communes et compte 37 469 habitants en 2021.

## Géographie
Localisée dans le sud-est du département du Pas-de-Calais, dans le pays du Ternois, Teneur est une commune drainée par la Ternoise et située, à vol d'oiseau, à 11 km au nord-ouest de la commune de Saint-Pol-sur-Ternoise (aire d'attraction) et à 42 km au nord-ouest de la commune d’Arras (chef-lieu d'arrondissement et préfecture du Pas-de-Calais).
Le territoire de la commune est limitrophe de ceux de sept communes.
Les communes limitrophes sont Équirre, Anvin, Bergueneuse, Crépy, Érin, Fleury et Tilly-Capelle.

### Géologie et relief
La superficie de la commune est de 6,85 km2 ; son altitude varie de 48  à   134 mètres.

### Hydrographie
Le territoire de la commune est situé dans le bassin Artois-Picardie.
La commune est traversée par la Ternoise, un cours d'eau naturel non navigable de 41,43 km, qui prend sa source dans la commune d'Ostreville et conflue dans la Canche dans la commune d'Huby-Saint-Leu.

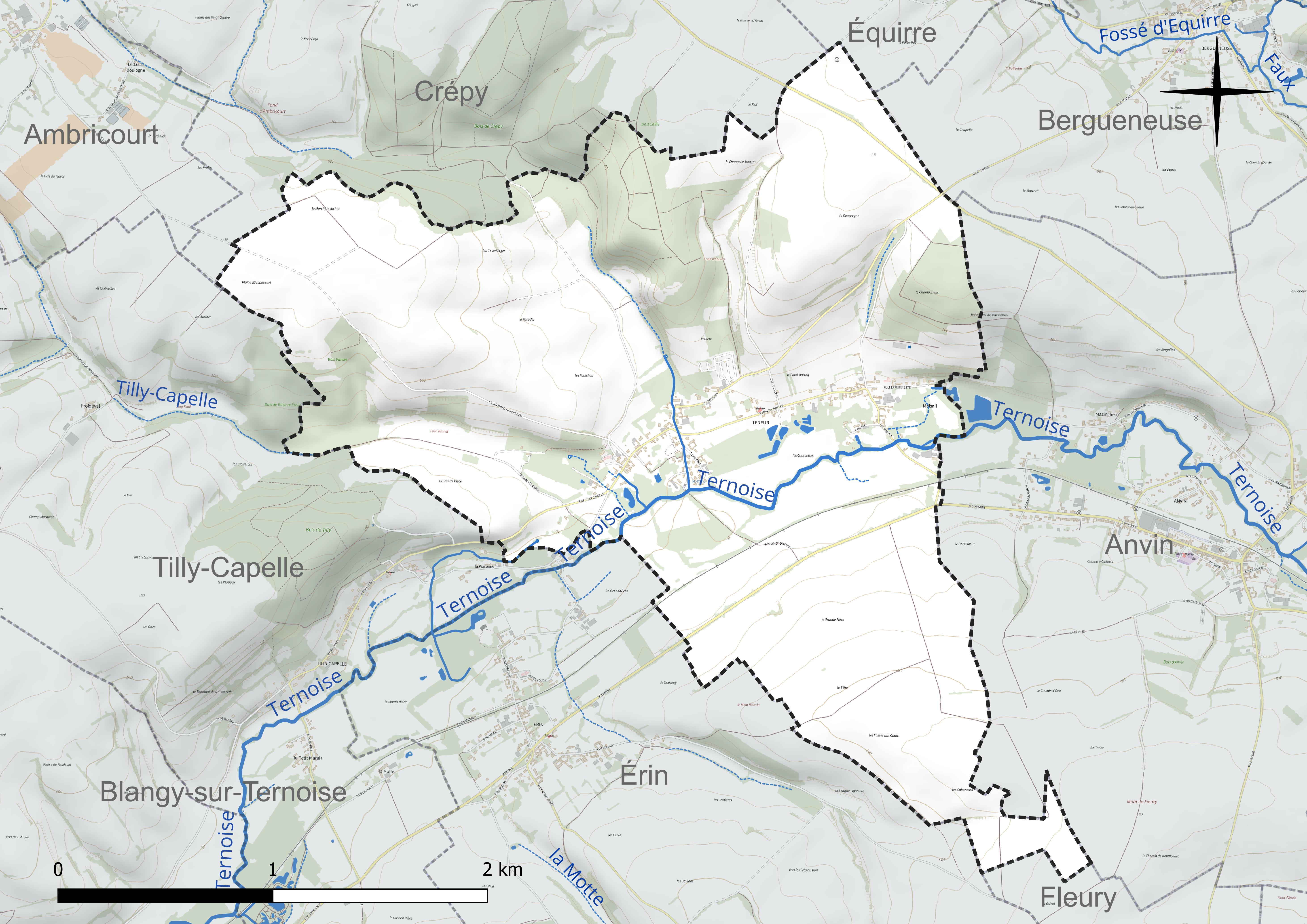
Réseau hydrographique de Teneur.

### Climat
Pour des articles plus généraux, voir Climat des Hauts-de-France et Climat du Nord-Pas-de-Calais.
En 2010, le climat de la commune est de type climat océanique dégradé des plaines du Centre et du Nord, selon une étude du Centre national de la recherche scientifique (CNRS) s'appuyant sur une série de données couvrant la période 1971-2000. En 2020, Météo-France publie une typologie des climats de la France métropolitaine dans laquelle la commune est exposée à un climat océanique et est dans la région climatique Côtes de la Manche orientale, caractérisée par un faible ensoleillement (1 550 h/an) ; forte humidité de l’air (plus de 20 h/jour avec humidité relative > 80 % en hiver), vents forts fréquents.
Pour la période 1971-2000, la température annuelle moyenne est de 10,4 °C, avec une amplitude thermique annuelle de 13,5 °C. Le cumul annuel moyen de précipitations est de 821 mm, avec 12,8 jours de précipitations en janvier et 8,4 jours en juillet. Pour la période 1991-2020, la température moyenne annuelle observée sur la station météorologique la plus proche, située sur la commune de Humières à 7 km à vol d'oiseau, est de 10,9 °C et le cumul annuel moyen de précipitations est de 856,9 mm,. Pour l'avenir, les paramètres climatiques de la commune estimés pour 2050 selon différents scénarios d'émission de gaz à effet de serre sont consultables sur un site dédié publié par Météo-France en novembre 2022.

### Paysages
Pour un article plus général, voir Paysage en France.
La commune s'inscrit dans les « paysages du Ternois » tels qu’ils sont définis dans l’atlas de paysages de la région Nord-Pas-de-Calais, conçu par la direction régionale de l'Environnement, de l'Aménagement et du Logement (DREAL),.
Ces paysages, qui concernent 138 communes avec trois pôles d’attraction que sont Hesdin à l'ouest, Saint-Pol-sur-Ternoise à l’est et, dans une moindre mesure, Frévent en lisière sud, sont délimités par deux cours d’eau : la Canche au Sud et la Ternoise au Nord. Ces paysages sont composés de plateaux, de vallées et de bocages. Les plateaux du Ternois montrent une structure tabulaire assez plane et une altitude assez régulière avec des points culminants entre 150 et 160 m.
Le territoire d’une vingtaine de kilomètres du Nord au Sud et d’Est en Ouest, est traversé par la D 939 reliant Saint-Pol-sur-Ternoise à Hesdin, par la D 912 entre Saint-Pol-sur-Ternoise et Frévent et par la ligne ferroviaire de Saint-Pol-sur-Ternoise à Étaples dans la vallée de la Canche. La position excentrée, en l’absence de grands axes autoroutiers ou ferrés structurants, a permis au Ternois de conserver un caractère rural et une certaine qualité de paysage.
Au niveau de l’occupation des sols, les surfaces cultivées sont omniprésentes sur les plateaux, avec majoritairement la culture de la betterave et de la pomme de terre, et représentent près de 72 % de la surface totale de ces paysages du Ternois, les espaces artificialisés, cantonnés dans les fonds de vallée, représentent 13 % et les surfaces boisées, présentes dans les deux principales vallées de la Ternoise et de la Canche, ne représentent que 6 %.

### Milieux naturels et biodiversité

#### Zones naturelles d'intérêt écologique, faunistique et floristique
L’inventaire des zones naturelles d'intérêt écologique, faunistique et floristique (ZNIEFF) a pour objectif de réaliser une couverture des zones les plus intéressantes sur le plan écologique, essentiellement dans la perspective d’améliorer la connaissance du patrimoine naturel national et de fournir aux différents décideurs un outil d’aide à la prise en compte de l’environnement dans l’aménagement du territoire.
Le territoire communal comprend une ZNIEFF de type 1 : le coteau et des bois de Teneur, Crépy et Tilly-Capelle. Cette ZNIEFF de la vallée de la Ternoise, d’une superficie de 446 hectares et d'une altitude variant de 55  à   135 mètres, est composée du coteau crayeuxde Teneur, géré par le Conservatoire d'espaces naturels du Nord et du Pas-de-Calais, et du bois de Crépy, bois calcicole.
et une ZNIEFF de type 2 : la vallée de la Ternoise et ses versants de Saint-Pol-sur-Ternoise à Hesdin et le vallon de Bergueneuse. Cette ZNIEFF, située au nord d'une ligne allant de Saint-Pol-sur-Ternoise à Hesdin, d’une superficie de 9 502 hectares et d'une altitude variant de 22  à   90 mètres, présente des fonds de vallées, des coteaux crayeux et des zones prairiales.

Carte des ZNIEFF de type 1 et 2 sur la commune
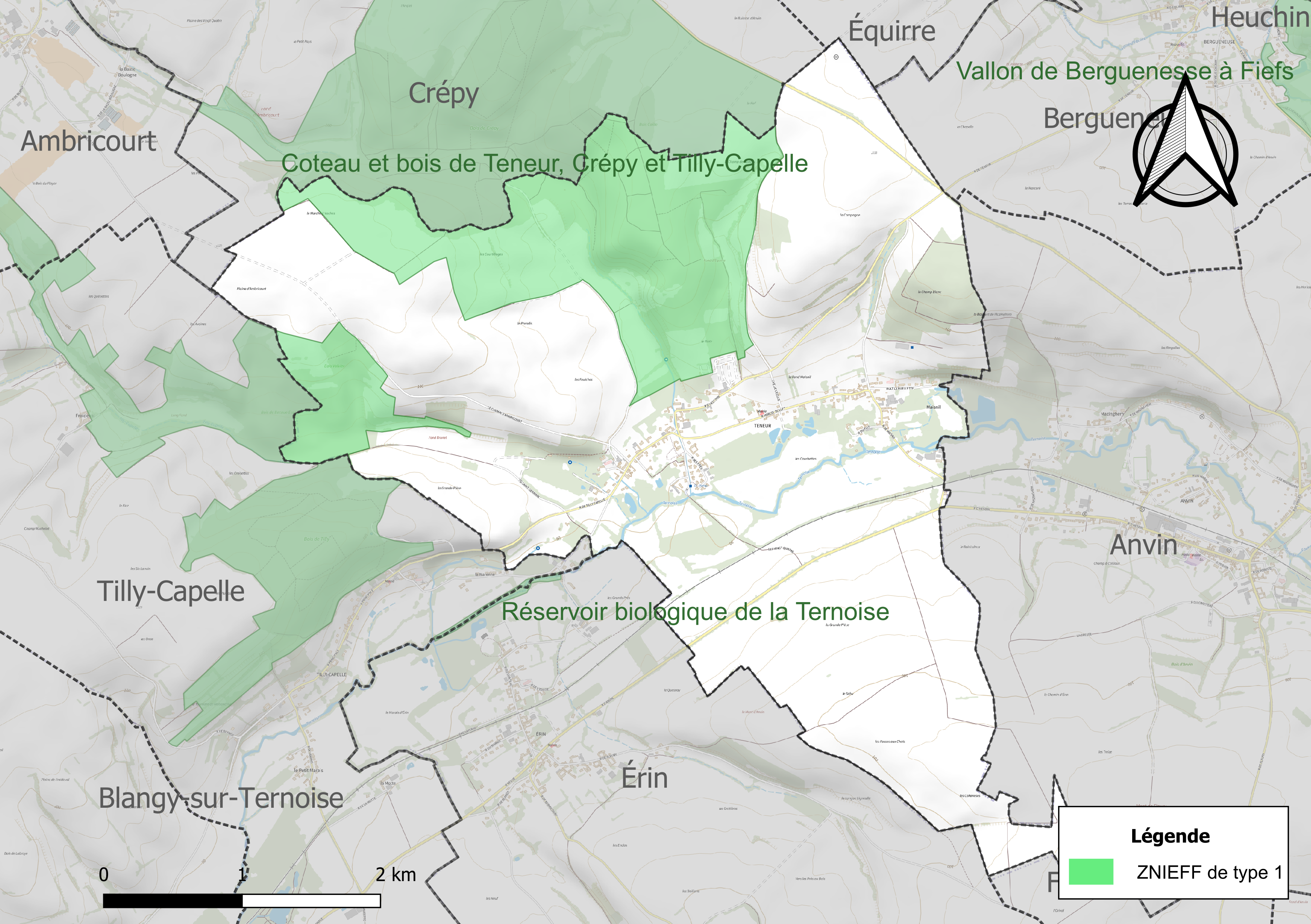
Carte de la ZNIEFF de type 1 sur la commune.
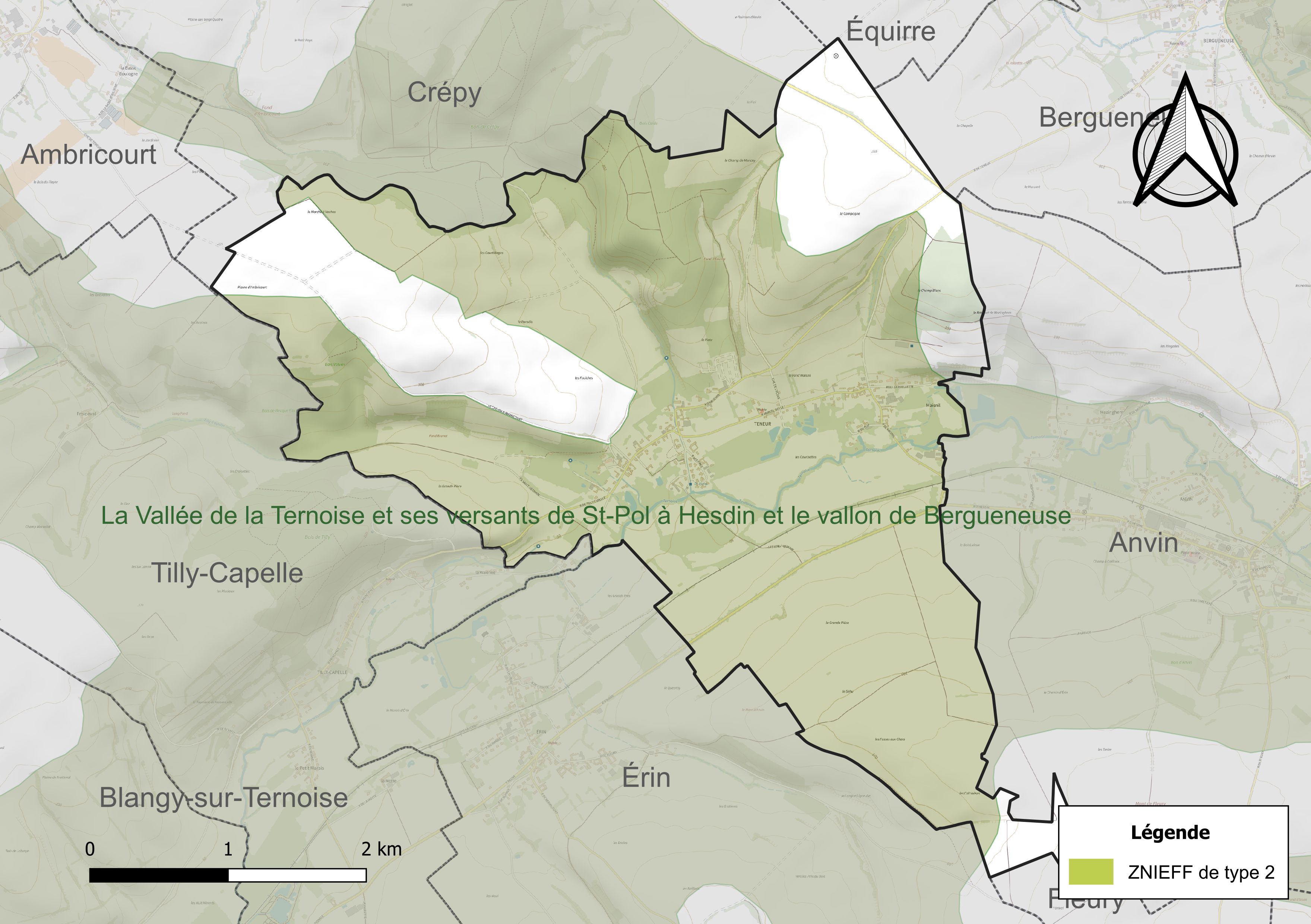
Carte de la ZNIEFF de type 2 sur la commune.

## Urbanisme

### Typologie
Au 1er janvier 2024, Teneur est catégorisée commune rurale à habitat dispersé, selon la nouvelle grille communale de densité à sept niveaux définie par l'Insee en 2022.
Elle est située hors unité urbaine. Par ailleurs la commune fait partie de l'aire d'attraction de Saint-Pol-sur-Ternoise, dont elle est une commune de la couronne,. Cette aire, qui regroupe 72 communes, est catégorisée dans les aires de moins de 50 000 habitants,.

### Occupation des sols
L'occupation des sols de la commune, telle qu'elle ressort de la base de données européenne d’occupation biophysique des sols Corine Land Cover (CLC), est marquée par l'importance des territoires agricoles (88,2 % en 2018), une proportion identique à celle de 1990 (88,2 %). La répartition détaillée en 2018 est la suivante : 
terres arables (65,4 %), prairies (20,9 %), zones urbanisées (6,2 %), forêts (5,7 %), zones agricoles hétérogènes (1,9 %). L'évolution de l’occupation des sols de la commune et de ses infrastructures peut être observée sur les différentes représentations cartographiques du territoire : la carte de Cassini (XVIIIe siècle), la carte d'état-major (1820-1866) et les cartes ou photos aériennes de l'IGN pour la période actuelle (1950 à aujourd'hui).

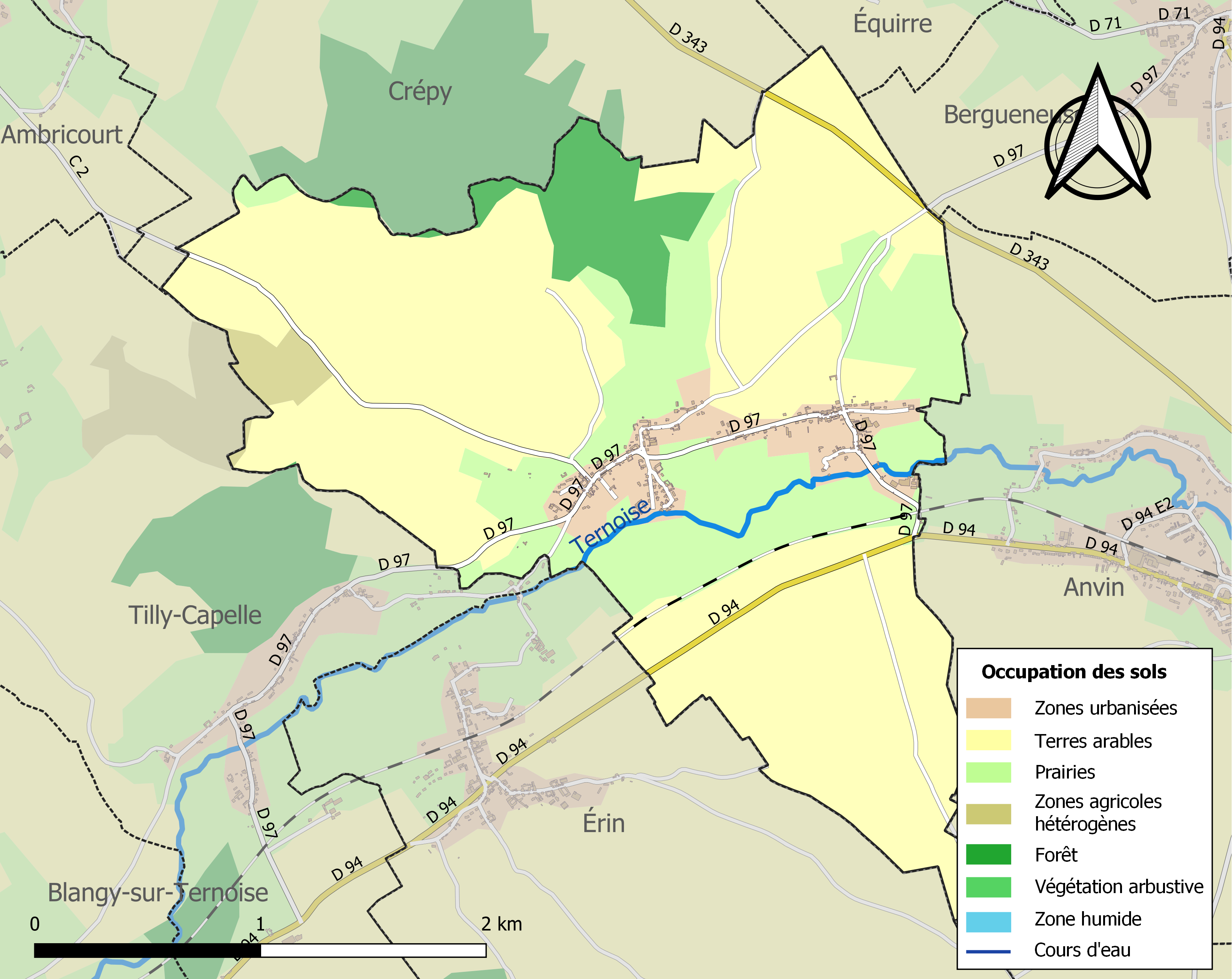
Carte des infrastructures et de l'occupation des sols de la commune en 2018 (CLC).

## Toponymie
Le nom de la localité est attesté sous les formes Teneu en 1157 ; Theneu en 1375 ; Theneur en 1545 ; Teneucapelle en 1559.
Teneur, est issu du celtique tun enclos et on rivière à rapprocher de l'hydronyme de la rivière la Ternoise qui traverse la commune.

## Histoire

### Moyen Âge
Le village de Teneur faisait partie de la sénéchaussée de Saint Pol.
En 1474, il relevait de plusieurs seigneuries. Les principales appartenaient à M. de la Viefville, sieur de Mametz et Pierre de Noyelles, chevalier, sieur de Corbehem et de Sains.
À l’entrée est de Teneur, existait un petit château, dit des Moniaulx, que l’on écrivait également d’Esmoniaulx.
Cette seigneurie relevait au XVe siècle de la seigneurie de M. de la Viefville, sieur de Mametz, lequel possédait le château d’Anvin.
Le château des Moniaulx, devenu ensuite ferme, se retrouve sur la carte de Cassini de 1740 sous le nom Moineaux des Moineaux.
Le lieu est également connu sous le nom « ferme de Moineaux ».

### Renaissance
En 1538, Teneur, Tilly et Crépy furent pillés par les français.
En 1536, les habitants de Teneur durent se sauver et ne revinrent qu’après la trêve de Thérouanne en 1537. L’église fut alors dévastée et ses trois cloches furent volées. Les deux cloches de Tilly furent également volées. Dans les années qui suivirent, le village fut pillé à plusieurs reprises par les troupes d’Hesdin et de Thérouanne.
En 1542, les troupes françaises, marchant vers Tournehem, passèrent par Teneur, et les avant-coureurs de leur armée marchant sur Pernes et Lillers vinrent rançonner les villageois et enlevèrent jusqu’aux planches de l’églises. Quelques habitants s’étaient réfugiés dans la tour de l’église. Celle-ci fut prise d’assaut par des auxiliaires italiens et six villageois furent tués. Les villageois qui n’avaient pas abandonné la commune furent forcés, sous peine de feu, par le sieur d’Heilly, gouverneur d’Hesdin, pour le roi de France, d’approvisionner les Italiens et les troupes de la garnison de cette ville. Quand l’armée française se dirigea vers le Boulonnais, elle vint camper près de la commune et en profita pour la piller de nouveau. Un peu plus tard, les italiens et d’autres soldats de l’armée française s’y nourrirent eux et leurs chevaux, sans rien payer. Au total, les villages de Teneur, Tilly et Crépy perdirent 70 chevaux, 100 bêtes à cornes, tous les porcs et 2 000 moutons.
En mai 1613, sont données à Bruxelles des lettres de chevalerie pour Michel de Buissy, écuyer, seigneur de Teneur et Outrenepuis. Il est allié à la noble maison de Hertaing. Il est fils unique de Michel de Buissy, écuyer, seigneur de Louwez, Villers-Guislain, Homelin, et de Jacqueline de Collencourt. Michel de Buissy fut lieutenant d’Hesdin, louvier (louvetier) du comté de Saint-Pol. Il mourut en 1650. Il avait pour frère aîné Pierre de Buissy, qui a participé au siège de Doullens et au siège de Cambrai et qui a été tué à l'assaut du château de Doullens. Il a pour sœur Gabrielle de Buissy, mariée à Jean de Hainin, (maison de Haynin), chevalier, seigneur du Maisnil (Maisnil? Le Maisnil ?), fils du seigneur du Breucq.

### Révolution française
À partir de 1790, Teneur dépendait du canton de Fleury.

### Première guerre mondiale

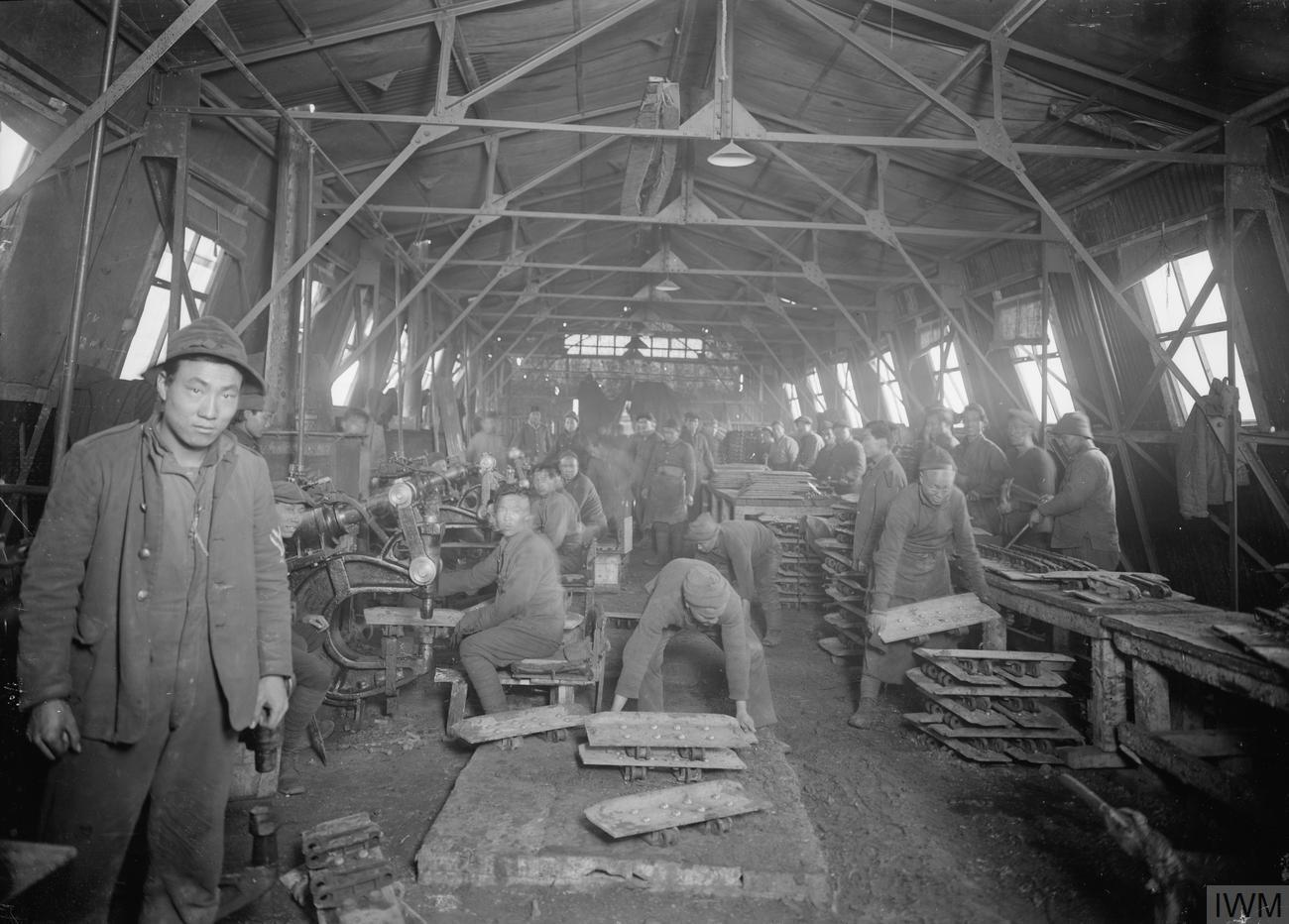
Des travailleurs chinois au camp de Teneur.

Lors de la Première Guerre mondiale, une usine servant à confectionner des munitions de guerre fut construite sur la commune de Teneur. Un atelier de réparations pour le Royal Tank Regiment y fut également installé.
Les ouvriers étaient principalement du corps de travailleurs chinois.

## Politique et administration

### Découpage territorial
La commune se trouve dans l'arrondissement d'Arras du département du Pas-de-Calais.

#### Commune et intercommunalités
La commune faisait partie de la petite communauté de communes du pays d'Heuchin créée fin 1993.
Dans le cadre de la réforme des collectivités territoriales françaises, par la loi de réforme des collectivités territoriales du 16 décembre 2010 (dite loi RCT)  destinée à permettre notamment l'intégration de la totalité des communes dans un EPCI à fiscalité propre, la suppression des enclaves et discontinuités territoriales et les modalités de rationalisation des périmètres des établissements publics de coopération intercommunale et des syndicats mixtes existants, cette intercommunalité fusionne avec sa voisine, la communauté de communes du pays d'Heuchin, formant le 1er janvier 2013 la communauté de communes des Vertes Collines du Saint-Polois.
Un nouveau mouvement de regroupement intercommunal intervient dans le cadre des dispositions de la loi portant nouvelle organisation territoriale de la République (Loi NOTRe) du 7 août 2015, qui prévoit que les établissements publics de coopération intercommunale (EPCI) à fiscalité propre doivent avoir un minimum de 15 000 habitants. À l'initiative des intercommunalités concernées, la Commission départementale de coopération intercommunale (CDCI) adopte le 26 février 2016 le principe de la fusion de : 

- la communauté de communes de l'Auxillois, regroupant 16 communes dont une de la Somme et 5 217 habitants ;

- la communauté de communes de la région de Frévent, regroupant 12 communes et 6 567 habitants ;

- de la communauté de communes des Vertes Collines du Saint-Polois, regroupant 58 communes et 19 585 habitants

- de la communauté de communes du Pernois, regroupant 18 communes et 7 114 habitants. Le schéma départemental de coopération intercommunale (SDCI), intégrant notamment cette évolution, est approuvé par un arrêté préfectoral du 30 mars 2016,.
La communauté de communes du Ternois, qui résulte de cette fusion et dont la commune fait désormais partie, est créée par un arrêté préfectoral qui a pris effet le 1er janvier 2017.

#### Circonscriptions administratives
La commune faisait partie depuis 1801 du canton d'Heuchin. Dans le cadre du redécoupage cantonal de 2014 en France, la commune est intégrée au canton de Saint-Pol-sur-Ternoise.

#### Circonscriptions électorales
Pour l'élection des députés, la commune fait partie de la sixième circonscription du Pas-de-Calais.

### Élections municipales et communautaires

#### Liste des maires
| Période                                  | Période                    | Identité            | Étiquette | Qualité                                                                                           |
| ---------------------------------------- | -------------------------- | ------------------- | --------- | ------------------------------------------------------------------------------------------------- |
| Les données manquantes sont à compléter. |                            |                     |           |                                                                                                   |
| Septembre 1792                           | Janvier 1808               | Antoine Gerin       |           | Membre du Conseil Général de la Commune entre 1792 et 1799. Elu maire en 1799 jusque janvier 1808 |
| Janvier 1808                             | Juin 1810                  | Albert Obeuf        |           |                                                                                                   |
| Juin 1810                                | Mars 1815                  | Antoine Le Maistre  |           |                                                                                                   |
| Mars 1811                                | Janvier 1815               | Léon Lejeune        |           |                                                                                                   |
| Janvier 1815                             | Janvier 1871               | Antoine Broquet     |           |                                                                                                   |
| Janvier 1871                             | Janvier 1891               | Alexandre Broquet   |           |                                                                                                   |
| Janvier 1891                             | Mai 1896                   | François Doligez    |           |                                                                                                   |
| Mai 1896                                 | Juillet 1911               | Florent De Bonniere |           |                                                                                                   |
| Juillet 1911                             | Mars 1912                  | Antoine Hynaud      |           |                                                                                                   |
| Mars 1912                                | Mars 1915                  | François Doligez    |           |                                                                                                   |
| Mars 1915                                | Janvier 1919               | Charlemagne Ducrocq |           |                                                                                                   |
| Janvier 1919                             | Janvier 1945               | Raymond Leroy       |           |                                                                                                   |
| Janvier 1945                             | Mars 1959                  | Émile Doligez       |           |                                                                                                   |
| Mars 1959                                | Mars 1971                  | Marie De Laminne    |           |                                                                                                   |
| Mars 1971                                | Mars 1983                  | Roger Noury         |           | Retraité                                                                                          |
| Mars 1983                                | Juin 1995                  | Louis Ramecourt     |           | Retraité                                                                                          |
| Juin 1995                                | Mars 2001                  | Abel Broquet        |           | Retraité                                                                                          |
| mars 2001                                | Mars 2014                  | Xavier De Laminne   |           | Agriculteur                                                                                       |
| avril 2014                               | En cours (au 7 avril 2022) | Serge Magniez       |           | Professeur d'EPS retraité, Réélu pour le mandat 2020-2026,                                        |

## Population et société

### Démographie

#### Évolution démographique
L'évolution du nombre d'habitants est connue à travers les recensements de la population effectués dans la commune depuis 1793. Pour les communes de moins de 10 000 habitants, une enquête de recensement portant sur toute la population est réalisée tous les cinq ans, les populations de référence des années intermédiaires étant quant à elles estimées par interpolation ou extrapolation. Pour la commune, le premier recensement exhaustif entrant dans le cadre du nouveau dispositif a été réalisé en 2006.

En 2022, la commune comptait 262 habitants, en stagnation par rapport à 2016 (Pas-de-Calais : −0,72 %, France hors Mayotte : +2,11 %).
| 1793 | 1800 | 1806 | 1821 | 1831 | 1836 | 1841 | 1846 | 1851 |
| ---- | ---- | ---- | ---- | ---- | ---- | ---- | ---- | ---- |
| 370  | 399  | 386  | 396  | 389  | 382  | 372  | 380  | 390  |

| 1856 | 1861 | 1866 | 1872 | 1876 | 1881 | 1886 | 1891 | 1896 |
| ---- | ---- | ---- | ---- | ---- | ---- | ---- | ---- | ---- |
| 375  | 366  | 360  | 357  | 356  | 360  | 367  | 369  | 352  |

| 1901 | 1906 | 1911 | 1921 | 1926 | 1931 | 1936 | 1946 | 1954 |
| ---- | ---- | ---- | ---- | ---- | ---- | ---- | ---- | ---- |
| 340  | 365  | 335  | 335  | 305  | 275  | 266  | 245  | 266  |

| 1962 | 1968 | 1975 | 1982 | 1990 | 1999 | 2006 | 2011 | 2016 |
| ---- | ---- | ---- | ---- | ---- | ---- | ---- | ---- | ---- |
| 252  | 242  | 233  | 260  | 270  | 278  | 279  | 290  | 262  |

| 2021 | 2022 | - | - | - | - | - | - | - |
| ---- | ---- | - | - | - | - | - | - | - |
| 260  | 262  | - | - | - | - | - | - | - |

#### Pyramide des âges
La population de la commune est relativement jeune.
En 2018, le taux de personnes d'un âge inférieur à 30 ans s'élève à 36,2 %, soit en dessous de la moyenne départementale (36,7 %). À l'inverse, le taux de personnes d'âge supérieur à 60 ans est de 31,5 % la même année, alors qu'il est de 24,9 % au niveau départemental.
En 2018, la commune comptait 133 hommes pour 124 femmes, soit un taux de 51,75 % d'hommes, largement supérieur au taux départemental (48,50 %).
Les pyramides des âges de la commune et du département s'établissent comme suit.
| Hommes | Classe d’âge | Femmes |
| ------ | ------------ | ------ |
| 0,0    | 90 ou +      | 1,7    |
| 11,4   | 75-89 ans    | 13,2   |
| 15,8   | 60-74 ans    | 21,3   |
| 19,2   | 45-59 ans    | 16,6   |
| 13,9   | 30-44 ans    | 14,7   |
| 21,1   | 15-29 ans    | 20,2   |
| 18,6   | 0-14 ans     | 12,3   |

| Hommes | Classe d’âge | Femmes |
| ------ | ------------ | ------ |
| 0,5    | 90 ou +      | 1,6    |
| 5,6    | 75-89 ans    | 8,9    |
| 16,7   | 60-74 ans    | 18,1   |
| 20,2   | 45-59 ans    | 19,2   |
| 18,9   | 30-44 ans    | 18,1   |
| 18,2   | 15-29 ans    | 16,2   |
| 19,9   | 0-14 ans     | 17,9   |

### Enseignements
Les enfants de la commune sont scolarisés depuis la rentrée 2016 dans le cadre d'un regroupement pédagogique concentré, le premier du Ternois, qui accueille les enfants des communes concernées dans l'une des six classes d'Anvin, soit 125 élèves. Jusqu'alors, la scolarité était gérée dans le cadre d'un regroupement pédagogique intercommunal qui disposait d'une classe à Teneur.

## Culture locale et patrimoine

### Héraldique
|  | Les armes de la commune se blasonnent ainsi : d’argent au chevron de sable accompagné de trois merlettes du même. |

## Pour approfondir